# Lay All Your Love on Me
Lay All Your Love on Me ist ein Lied der schwedischen Popgruppe ABBA aus dem Jahr 1980, das die Band für ihr siebtes Studioalbum Super Trouper aufgenommen hat.

## Hintergrund
Lay All Your Love on Me ist ein Elektro-Disco-Song von Benny Andersson und Björn Ulvaeus, mit Agnetha Fältskog als Leadsängerin. Die Aufnahmen begannen am 9. September 1980 in den Polar Music Studios in Stockholm, die endgültige Abmischung wurde am 10. Oktober 1980 fertig gestellt.
Lay All Your Love on Me ist bekannt für einen absteigenden Gesangsklang am Ende des Verses unmittelbar vor dem Refrain. Dies wurde erreicht, indem der Gesang in einen Harmonizer geschickt wurde, der so eingestellt wurde, dass er eine etwas tiefere Version des Gesangs erzeugt. Im Gegenzug wurde sein Ausgang auf seinen Eingang zurückgeführt, wodurch die Tonhöhe des Gesangs kontinuierlich abgesenkt wurde. Andersson und Ulvaeus fühlten, dass der Chor des Liedes wie eine Hymne klang, so dass Teile des Gesangs in den Chören durch einen Vocoder geleitet wurden, um den Klang eines Kirchengemeindegesangs leicht verstimmt wiederzugeben. Der Song sollte ursprünglich nicht als Single veröffentlicht werden, sondern wurde 1981 in Großbritannien und einigen anderen Ländern in 12-Zoll-Form veröffentlicht. „Lay All Your Love on Me“ wurde seither viel gecovert. Die Coverversion von Erasure aus dem Jahr 1992 dürfte die bekannteste sein, welche auch für ein ABBA-Revival sorgte. Das Original ist Bestandteil des Mamma Mia!-Musicals, das viele von ABBAs Hits präsentiert.
Da Lay All Your Love on Me keine Single sein sollte, erschien sie erst 1981, ein Jahr nach der Aufnahme. Erst nachdem eine Remixversion von Raul A. Rodriguez – (alias C.O.D.) von Disconet – in den Nachtclubs an Popularität gewonnen hatte, führte der Song die U.S. Hot Dance Club Play Charts an (zusammen mit Super Trouper und On and On and On). Deshalb wurde die Entscheidung getroffen, Lay All Your Love on Me in einigen Ländern in 12″-Form zu veröffentlichen, im Gegensatz zur Standard 7″-Single.

## Musikvideo
ABBA hat kein Werbevideo für Lay All Your Love on Me gedreht, und so hat Epic eilig ein Video aus den bestehenden ABBA-Videos für Take a Chance on Me, Summer Night City, The Name of the Game, I Have a Dream, Voulez-Vous und The Winner Takes It All zusammengestellt.

## Mitwirkende
- Benny Andersson – Begleitgesang, Keyboards, Synthesizer
- Ola Brunkert – Schlagzeug
- Agnetha Fältskog – Hauptgesang
- Rutger Gunnarsson – Bass
- Anni-Frid Lyngstad – Gesang
- Björn Ulvaeus – Begleitgesang, Gitarre
- Lasse Wellander – Gitarre

## Rezensionen
Das Slant Magazine platzierte es auf Platz 60 ihrer Liste der größten Tanzlieder aller Zeiten.

## Kommerzieller Erfolg

### Chartplatzierungen
Die Single erreichte als Höchstposition Platz sieben in Großbritannien und wurde zur niedrigsten Chartsingle von ABBA seit I Do, I Do, I Do, I Do, I Do im Jahr 1975. Allerdings war das Erreichen von Platz 7 in den Charts damals die höchste Chartposition, die für eine 12″-Version in Großbritannien erreicht wurde. Darüber hinaus erreichte Lay All Your Love on Me Chartplatzierungen in Belgien (Rang 13) sowie in Deutschland (Rang 26). In Schweden stieg die Single erstmals am 10. September 2021 für eine Woche in die Charts ein und belegte dabei Rang 68.
| ChartsChartplatzierungen     | Höchstplatzierung | Wochen |
| ---------------------------- | ----------------- | ------ |
| Deutschland (GfK)            | 26 (14 Wo.)       | 14     |
| Schweden (GLF)               | 68 (1 Wo.)        | 1      |
| Vereinigtes Königreich (OCC) | 7 (7 Wo.)         | 7      |

### Auszeichnungen für Musikverkäufe
| Land/Region                  | Auszeichnungen für Musikverkäufe (Land/Region, Auszeichnung, Verkäufe) | Verkäufe  |
| ---------------------------- | ---------------------------------------------------------------------- | --------- |
| Dänemark (IFPI)              | Gold                                                                   | 45.000    |
| Deutschland (BVMI)           | Gold                                                                   | 300.000   |
| Italien (FIMI)               | Gold                                                                   | 50.000    |
| Neuseeland (RMNZ)            | Platin                                                                 | 30.000    |
| Spanien (Promusicae)         | Gold                                                                   | 30.000    |
| Vereinigtes Königreich (BPI) | Platin                                                                 | 600.000   |
| Insgesamt                    | 4× Gold · 2× Platin ·                                                  | 1.055.000 |

Hauptartikel: ABBA/Auszeichnungen für Musikverkäufe

## Coverversionen

### Information Society
Lay All Your Love on Me wurde von der US-amerikanischen Techno-Pop-Band Information Society auf ihrem selbstbetitelten Debütalbum von 1988 gecovert. Der Titel erreichte 1989 auf dem Billboard Hot 100 seinen Höhepunkt auf Platz 83. Es wurde später in die Zusammenstellung ABBA: A Tribute – The 25th Anniversary Celebration aufgenommen.
Single
1. „Lay All Your Love on Me“ (Justin Strauss Remix)
2. „Lay All Your Love on Me“ (Restricted Re-mix)
3. „Lay All Your Love on Me“ (Prohibited Dub)
4. „Lay All Your Love on Me“ (Radio Hot Mix)
5. „Lay All Your Love on Me“ (Phil Harding Metal Mega-Mix)
6. „Funky at 45“

### Helloween
Lay All Your Love on Me wurde von Helloween auf ihrem Album Metal Jukebox gecovert. Es wurde als Single in Japan veröffentlicht.
Single
| Nr. | Titel                                     | Länge |
| --- | ----------------------------------------- | ----- |
| 1.  | Lay All Your Love on Me (ABBA cover)      | 4:38  |
| 2.  | From Out of Nowhere (Faith No More cover) | 3:21  |
| 3.  | Something (The Beatles cover)             | 3:09  |

Mitwirkende
- Andi Deris – Gesang
- Roland Grapow – Gitarre
- Michael Weikath – Gitarre
- Markus Grosskopf – Bass-Gitarre
- Uli Kusch – Schlagzeug